# جانی یونگ بوش
جانی یونگ بوش (انگلیسی: Johnny Yong Bosch؛ زادهٔ ۶ ژانویهٔ ۱۹۷۶) یک هنرپیشه اهل ایالات متحده آمریکا است.